# AYAUETO
『AYAUETO』（アヤウエト）は、2003年3月12日にリリースされた上戸彩の1枚目のアルバム。

## 解説
- 初回盤は7面ジャバラジャケットとピクチャーレーベル仕様。
- 3月14日から3月27日まで、アルバムの発売を記念として『UETO AYA CAFE IN SHIBUYA@FUTURE』が期間限定でオープンした。彼女の発案したセット・メニュー販売のほか、デビューからの約170点の写真も公開された。
- 本作のキャンペーンとして、アルバム発売前の3月3日からは、ドラマ『高校教師』との連動した広告トラックが都内と横浜を走行した。
- アルバム曲のレコーディング中風邪をひいており、本人もインタビューで「鼻声だった」と語っている。

## 収録曲
1. Pureness
作詞・作曲・編曲：T2ya
1stシングル
2. Ambition
作詞・作曲・編曲：T2ya
3. Hello 〜album version〜
作詞・作曲・編曲：T2ya、ストリングスアレンジ：村山達也
3rdシングル
4. PUZZLE
作詞：小林夏海、作曲・編曲：村山晋一郎、コーラスアレンジ：佐々木久美
1stシングルのカップリング曲
東京都ブロック血液センター「献血俳句コンテスト」ラジオCMソング
5. Flower
作詞：田中菜穂、作曲・編曲：h-wonder
6. Pieces
作詞：MIZUE、作曲：炭田慎也、編曲：前嶋康明、コーラスアレンジ：河合夕子
7. Lie
作詞：小林夏海、作曲・編曲：前嶋康明
8. Distance
作詞：MIZUE、作曲：田辺恵二、編曲：小西貴雄
9. Where is love?
作詞・作曲：森元康介、編曲：h-wonder
10. kizuna
作詞・作曲・編曲：T2ya、ストリングスアレンジ：金子飛鳥
2ndシングル
BANDAI「カラオケステーション」CMソング
11. True Love
作詞・作曲・編曲：Naoto Suzuki、コーラスアレンジ：佐々木久美
12. Dreamin'
作詞・作曲：浅田直、編曲：柿崎洋一郎
13. Hello 〜NeoVerse & DJ Who Nu Anime Club Mix〜
Remixed by NeoVerse & DJ Who for Peace Bisquit

## 演奏
- 本郷信：Guitar (#1)
- 田口真一：Guitar (#1)
- 川村ゆみ：Chorus (#1.2.3.10)
- Yuu Sudo：Guitar (#2)
- 弦一徹：Violin (#2.12)
- 林部直樹：Guitar (#3.5.9.10.11)
- 村山達哉：Strings (#3)
- 鈴木健治：Guitar (#4)
- 佐々木久美：Chorus (#4)
- Yuuji Hiroyama：Bass (#5)
- 田中菜穂 (Taja)： Chorus (#5.9)
- 前嶋康明：Piano & Keyboards (#6.7)
- Tomoo Asai：Guitar (#6.7.8)
- 河合夕子：Chorus (#6.7)
- 小西貴雄：Keyboards (#8)
- Marron：Chorus (#8)
- 真城めぐみ：Chorus (#8)
- 金子飛鳥ストリングス：Strings (#10)
- 河村“カースケ”智康：Drums (#11)
- 鈴木直人：Keyboards (#11)
- 飯田高広：Programming (#11)
- 柿崎洋一郎：Piano & Keyboards (#12)
- クラッシャー木村：Violin (#12)
- Norippe：Cello (#12)
- 室屋光一郎：Viola (#12)